# Liste d'œuvres d'Annibale Carracci
Liste d'œuvres d'Annibale Carracci non exhaustive et partielle réalisées par l'artiste italien Annibale Carracci, né à Bologne (Émilie-Romagne) en 1560 et mort à Rome en 1609, peintre italien du Baroque, ou qui lui sont attribuées, ou des œuvres auxquelles il a contribué. La liste suivante comprend à la fois des peintures à l'huile et des fresques.
Le catalogue des œuvres d'Annibale Carracci a été essentiellement systématisé de manière moderne par Donald Posner dans son étude fondamentale Annibale Carracci : A Study in the reform of Italian Painting around 1590 (Londres, 1971). Les Vies de Bellori constituent la source de loin la plus importante utilisée par Posner à cette fin.  L'avancée des études démontre cependant que d'autres sources, peut-être sous-estimées jusqu'à présent (dont notamment la Felsina Pittrice de Malvasia, mais aussi de nombreux inventaires du XVIIe siècle) ont permis de retrouver des peintures d'Annibale jamais mentionnées par le biographe romain. Le catalogue des œuvres d'Annibale Carracci ne peut donc probablement pas encore être considéré comme définitif, car de nouveaux ajouts possibles ne peuvent pas du tout être exclus avec l'amélioration de l'exploitation de sources jusqu'ici sous-utilisées .
On divise généralement la carrière d'Annibal Carrache en deux temps : celui de Bologne, jusqu'en 1595, puis celui de Rome jusqu'à sa mort en 1609.

## Bologne, 1580-1595
| Image | Titre | Date      | Technique                            | Dimensions       | Lieu de Conservation                                                | Remarques |
| ----- | --- | --------- | ------------------------------------ | ---------------- | ------------------------------------------------------------------- | --- |
|       | Autoportrait | vers 1580 | huile sur toile                      | 45 × 35 cm       | Collection privée                                                   | Attribué à Annibale par Donlad Posner (auparavant considéré comme l’œuvre de Bartolomeo Passarotti) sur la base de la similitude entre le sujet et l’effigie d’Annibale dans l' Autoportrait avec d’autres figures de la Pinacothèque de Brera |
|       | Portrait de vieille femme | vers 1580 | Huile sur papier appliquée sur toile | 38,5 × 31 cm     | Collection privée                                                   | Attribué à Annibale par Andrea Emiliani |
|       | Portrait de femme | 1580-1585 | Huile sur toile                      | 30 × 22,5 cm     | Bologne, collection privée                                          | |
|       | Jeune Homme buvant | 1580-1585 | Huile sur toile                      | 55,8 × 43,7 cm   | Cleveland, Cleveland Museum of Art                                  | Différentes versions de ce tableau sont connues |
|       | La Boucherie | 1580-1585 | Huile sur toile                      | 59,7 × 71 cm     | Fort Worth, Kimbell Art Museum                                      | |
|       | Tête d'homme de profil | 1582-1583 | Huile sur papier                     | 59,7 × 71 cm     | Château de Hampton Court, Royal Collection                          | |
|       | Tête de viel homme | vers 1583 | Huile sur papier appliquée sur toile |                  | collection privée                                                   | La datation à 1583 environ est celle qui a été proposée lors de l’exposition de l’œuvre dans l’exposition sur Annibale tenue en 2006 à Bologne et à Rome. Auparavant, la peinture a été principalement datée à des périodes ultérieures de la production du Carracci |
|       | Crucifixion avec saints | 1583      | Huile sur toile                      | 305 × 210 cm     | Bologne, église Santa Maria della Carità                            | Première œuvre d’Annibale dont la date est certaine |
|       | Sainte Famille avec saint Jean et sainte Élisabeth                                                                                      | vers 1583 | Huile sur toile                      | 100 × 75 cm      | Nantes, Musée d'Arts de Nantes                                      | |
|       | Le Mangeur de haricots | vers 1583 | Huile sur toile                      | 88,3 × 69,5 cm   | Allentown (Pennsylvanie), Allentown Art Museum                      | Aussi connu comme Le Mangeur de polenta. L’autographie de cette œuvre est remise en question par certains |
|       | Tête d'homme souriant ou Le Bouffon | vers 1583 | Huile sur papier                     | 122,5 × 98,5 cm  | Rome, Galerie Borghèse                                              | |
|       | Saint Sébastien | 1583-1584 | Huile sur toile                      | 189 × 107 cm     | Dresde, Gemäldegalerie Alte Meister                                 | |
|       | Portrait d'une esclave africaine | 1583-1585 | Huile sur toile                      | 60 × 39 cm       | Abou Dabi, Louvre Abou Dabi                                         | Œuvre attribuée. Fragment survivant d’une œuvre plus vaste, vraisemblablement à moitié détruite. Le sujet de la peinture était probablement le portrait d’une gentilfemme avec sa servante africain comme le suggère ce qui reste de la figure principale (à droite de la toile), c’est-à-dire une collerette d’où descendent des fils ornés de petites perles |
|       | Christ mort avec les instruments de la Passion                                                                                          | 1583-1585 | Huile sur toile                      | 70,7 × 88,8 cm   | Stuttgart, Staatsgalerie Stuttgart                                  | |
|       | Histoires de Jason et Médée - Les Charmes de Médée                                                                                      | 1584      | Fresque                              |                  | Bologne, Palais Fava                                                | Première œuvre collective d’Annibale, Lodovico et Agostino Carracci. Ils décorent ensemble deux salles au Palais Fava. Dans la première, ils réalisent une frise avec les Histoires de Jason et Médée |
|       | Histoires de Jupiter et d'Europe - Jupiter se laisse guider par Europe                                                                  | 1584      | Fresque                              |                  | Bologne, Palais Fava                                                | Dans la second salle, objet de la première intervention au Palais Fava, les Carracci ont peint une frise avec les Histoires de Jupiter et d’Europe. Dans le même palais, les trois artistes réalisent un autre travail de décoration une dizaine d’années plus tard |
|       | Jeune Homme avec un chapeau de plumes                                                                                                   | vers 1584 | Huile sur toile                      | 62,4 × 52,7 cm   | Geddington (Northamptonshire), Buccleuch collection, Boughton House | Autrefois attribué à Caravage. Reconnu comme œuvre d’Annibale par Donald Posner |
|       | Vierge en prière | 1584-1585 | Huile sur toile                      | 62,3 × 41,5 cm   | Collection privée                                                   | |
|       | Le Mangeur de haricots | 1584-1585 | Huile sur toile                      | 57 × 68 cm       | Rome, Palais Colonna                                                | |
|       | Allégorie de la Vérité et du Temps | 1584-1585 | Huile sur toile                      | 130 × 169 cm     | Château de Hampton Court, Royal Collection                          | |
|       | Sainte Famille avec saint François | vers 1585 | Huile sur toile                      | 92,5 × 73 cm     | Knutsford, Tatton Park                                              | |
|       | Saint Jérôme en prière | vers 1585 | Huile sur toile                      | 86 × 70 cm       | Modène, collection privée                                           | |
|       | Déposition avec la Vierge et les saints Claire, François, Madeleine et Jean                                                             | 1585      | Huile sur toile                      | 374 × 238 cm     | Parme, Galerie nationale de Parme                                   | Première commande obtenue par Annibale en dehors de Bologne |
|       | Autoportrait avec d’autres figures | 1585      | Huile sur papier appliqué sur toile  | 60 × 48 cm       | Milan, Pinacothèque de Brera                                        | |
|       | Portrait de Giacomo Filippo Turrini | 1585      | Huile sur toile                      | 85,5 × 68,8 cm   | Oxford, Christ Church                                               | |
|       | La Boucherie | vers 1585 | Huile sur toile                      | 185 × 266 cm     | Oxford, Christ Church                                               | |
|       | Portrait du médecin Bossi | vers 1585 | Huile sur toile                      | 75 × 57 cm       | Paris, musée du Louvre                                              | |
|       | Saint François pénitent | vers 1585 | Huile sur toile                      | ?                | New York, Richard L. Feigen Collection                              | Sur l'image, copie de l’école (attribuée entre autres à Antonio Carracci), conservée au musées du Capitole à Rome |
|       | Baptême du Christ | 1585      | Huile sur toile                      | 383 × 225 cm     | Bologne, Église saint Grégoire et saint Siro                        | |
|       | La Vision de saint Eustache | 1585      | Huile sur toile                      | 86 × 113 cm      | Naples, musée de Capodimonte                                        | |
|       | Christ couronné d’épines soutenu par les anges                                                                                          | 1585-1587 | Huile sur toile                      | 85 × 100 cm      | Dresde, Gemäldegalerie Alte Meister                                 | |
|       | La Pêche | 1585-1588 | Huile sur toile                      | 136 × 253 cm     | Paris, musée du Louvre                                              | |
|       | La Chasse | 1585-1588 | Huile sur toile                      | 136 × 253 cm     | Paris, musée du Louvre                                              | |
|       | Autoportrait en Bacchus | 1585-1590 | Huile sur toile                      | 22,5 × 18,5 cm   | Localisation inconnue                                               | Aussi connu comme Portrait d’un homme dans la verdure |
|       | Saint François d'Assise | 1585-1590 | Huile sur toile                      | 55 × 37 cm       | Naples, musée de Capodimonte                                        | |
|       | Saint Roch et l'Ange | 1585-1590 | Huile sur toile                      | 62 × 81 cm       | Cambridge, Fitzwilliam Museum                                       | L’œuvre a été coupée à une époque indéterminée et présente d'importantes restaurations |
|       | Assomption | vers 1587 | Huile sur toile                      | 331 × 245 cm     | Dresde, Gemäldegalerie Alte Meister                                 | |
|       | Saint François adorant le Crucifix | vers 1587 | Huile sur toile                      | 95,8 × 79 cm     | Venise, Galeries de l'Académie                                      | |
|       | Portrait de musicien | vers 1587 | Huile sur toile                      | 91 × 67 cm       | Naples, musée de Capodimonte                                        | Portrait présumé de Claudio Merulo |
|       | Vierge à l'Enfant avec sainte Lucie, saint Jean et un ange                                                                              | 1587-1588 | Huile sur toile                      | 78,5 × 63 cm     | New York, Richard L. Feigen Collection                              | |
|       | Crucifixion | 1587-1588 | Huile sur toile                      | 81,5 × 61,5 cm   | New Haven, Yale University Art Gallery                              | |
|       | Martyre de saint Pierre | 1587-1589 | Huile sur toile                      | 245,5 × 150,5 cm | Collection privée                                                   | Carlo Cesare Malvasia documente la réalisation par Annibale d’une copie du Malvasia documente la réalisation par Annibale d’une copie du Martyre de saint Pierre de Vérone, chef-d’œuvre perdu de Titien. Certains chercheurs ont identifié cette peinture dans la grande toile documentée de la national Gallery à Londres, et maintenant plus là. |
|       | Déposition de Croix | 1587-1589 | Huile sur toile                      | 237 × 156,2 cm   | Londres, Bridgewater House                                          | Œuvre détruite en mai 1941 lors d'un bombardement allemand |
|       | Vierge en majesté avec l'Enfant et des saints                                                                                           | 1588      | Huile sur toile                      | 384 × 255 cm     | Dresde, Gemäldegalerie Alte Meister                                 | Aussi nommée Vierge de saint Matthieu |
|       | Annonciation et Ange Gabriel | vers 1588 | Huile sur toile                      | 152 × 75 cm      | Bologne, Pinacothèque nationale                                     | |
|       | Amour de Vertu | 1588-1589 | Huile sur toile                      | 174 × 114 cm     | Dresde, Gemäldegalerie Alte Meister                                 | |
|       | Satyre | 1588-1589 | Huile sur toile                      | 128 × 46 cm      | Naples, musée de Capodimonte                                        | |
|       | Samson enchaîné | 1588-1590 | Huile sur toile                      | 180 × 130 cm     | Rome, Galerie Borghèse                                              | |
|       | La Bacchante ou Vénus, Satyre et Cupidons                                                                                               | 1588-1590 | Huile sur toile                      | 112 × 142 cm     | Florence, Galerie des Offices                                       | La toile est aussi connue sous le nom de La Baccante. Il en existe de nombreuses copies |
|       | Sainte Famille | vers 1589 | Huile sur toile                      | 61 × 61 cm       | Melbourne, Musée national du Victoria                               | |
|       | Vierge en majesté avec l’Enfant, les saints Louis de Toulouse, Claire, François d’Assise, Alexis, le Baptiste et Catherine d’Alexandrie | 1589-1590 | Huile sur toile                      | 278 × 193 cm     | Bologne, Pinacothèque nationale                                     | |
|       | Histoire de la fondation de Rome | 1589-1591 | Fresque                              | 278 × 193 cm     | Bologne, Palazzo Magnani                                            | Fresques de la frise du salon de Palazzo Magnani réalisées avec Ludovico et Agostino Carracci. Sur l'image, Romulus et Rémus allaités par la louve |
|       | Annonciation | vers 1590 | Huile sur toile                      |                  | Collection privée                                                   | D'abord attribuée à Ludovico Carracci, l’œuvre a ensuite fait l’objet de diverses attributions faisant autorité en faveur du plus jeune de ses cousins |
|       | Visage du Christ jeune | vers 1590 | Huile sur toile                      | 51,5 × 38 cm     | Dresde, Gemäldegalerie Alte Meister                                 | Œuvre disparue en 1945 |
|       | Leto et les Bergers de Lycie | vers 1590 | Huile sur toile                      | 90,6 × 78,8 cm   | Olomouc, musée de l'archidiocèse de Kroměříž                        | Une autre version de bonne qualité du tableau est conservée à Bratislava à la Galerie nationale slovaque, qui, jusqu’à la découverte de la toile de Kroměříž, était considérée par certains comme l’original d’Annibale. Actuellement, en raison de la meilleure qualité de la toile tchèque, la version slovaque est généralement considérée comme une copie |
|       | Autoportrait de profil | vers 1590 | Huile sur toile                      | 45,4 × 37,9 cm   | Florence, Galerie des Offices                                       | |
|       | Portrait de vieillard | vers 1590 | Huile sur papier                     | ?                | Londres, collection privée                                          | Présenté comme une œuvre d’Annibale à l’exposition qui s’est tenue à Londres en 2012 « Painting from Life: Carracci Freud » |
|       | Homme avec un singe | vers 1590 | Huile sur toile                      | 58 × 58,3 cm     | Florence, Galerie des Offices                                       | Dernier tableau de genre connu de l'artiste |
|       | Vénus et Cupidon | vers 1590 | Huile sur toile                      | 110 × 130 cm     | Modène, Galleria Estense                                            | |
|       | Flore | vers 1590 | Huile sur toile                      | 110 × 130 cm     | Modène, Galleria Estense                                            | Aussi attribué à Ludovico Carracci |
|       | Paysage fluvial | vers 1590 | Huile sur toile                      | 88,3 × 148 cm    | Washington, National Gallery of Art                                 | |
|       | Assomption de la Vierge | vers 1590 | Huile sur toile                      | 130 × 97 cm      | Madrid, musée du Prado                                              | |
|       | Le Retour du fils prodige | vers 1590 | Huile sur toile                      | ?                | Œuvre disparue, autrefois au Palais-Royal, Paris                    | La peinture était exposée dans l’église du Corpus Christi à Bologne avant de faire partie de la collection du duc d’Orléans, au Palais-Royal. Sa trace est perdue avec le démembrement de cette collection. Il existe plusieurs études préparatoires de l’œuvre, dont la plupart sont attribuées à Agostino Carracci, ce qui laisse supposer qu’Annibale aurait eu recours à son frère pour cette occasion. Une copie de petit format attribuée à Pietro Faccini est utilisée pour l'image.                             |
|       | Bacchus | 1590-1591 | Huile sur toile                      | 160 × 100 cm     | Naples, musée de Capodimonte                                        | |
|       | Saint Sébastien | 1590-1591 | Huile sur toile                      | 63 × 53 cm       | Collection privée                                                   | Peinture attribuée à l’origine par Roberto Longhi à Lodovico Carracci,puis par d’autres historiens de l’art (Brogi et Benati) à Annibale. L’œuvre a été exposée dans l’exposition monographique sur le plus jeune des Carracci qui s’est tenue en 2006 à Bologne et Rome avec cette attribution. Il existe une copie du tableau au Musée des Beaux-Arts de Leipzig. Selon une autre position critique, cependant, l’original serait précisément la version de Leipzig et il s’agirait d’un travail de Lodovico Carracci |
|       | Portrait de vieillard | 1590-1592 | Huile sur toile                      | 39,4 × 27,9 cm   | Londres, Dulwich Picture Gallery                                    | |
|       | Portrait de femme aveugle tournée vers la gauche                                                                                        | 1590-1592 | Huile sur papier                     | 24 × 17,5 cm     | Bologne, musée de l'histoire de Bologne, Palais Pepoli              | |
|       | Portrait de femme aveugle tournée vers la droite                                                                                        | 1590-1592 | Huile sur papier                     | 24 × 17,5 cm     | Bologne, musée de l'histoire de Bologne, Palais Pepoli              | |
|       | Vénus vêtue par les Grâces | 1590-1595 | Huile sur toile                      | 133 × 170,5 cm   | Washington, National Gallery of Art                                 | |
|       | Portrait de jeune homme | vers 1592 | Huile sur toile                      | 50,5 × 39 cm     | Rome, Galerie nationale d'Art ancien                                | |
|       | Mort de Didon | 1592      | Fresque détachée                     | 121 × 124 cm     | Marché des antiquités                                               | |
|       | L'Apparition de la Vierge à saint Luc et à sainte Catherine                                                                             | 1592      | Huile sur toile                      | 401 × 226 cm     | Paris, musée du Louvre                                              | |
|       | Assomption | 1592      | Huile sur toile                      | 260 × 117 cm     | Bologne, Pinacothèque nationale                                     | |
|       | Pan | vers 1592 | Huile sur toile                      | 109 × 135 cm     | Melbourne, Musée national du Victoria                               | Attribué aussi à Lodovico. On a finalement mis en doute que cette peinture fasse partie de la série exécutée pour les ducs de Ferrare au Palazzo dei Diamanti (à laquelle appartiennent les ovales avec Vénus et Flore) ; on a supposé que le Pan de Melbourne pourrait être en réalité l’œuvre du peintre Gaspare Venturini, en faveur duquel le paiement pour un Dio Pane apparait, exécuté dans le même palais ferrarais                                                                                             |
|       | Histoires d'Enée | vers 1593 | fresque                              |                  | Bologne, Palais Fava                                                | Deuxième campagne décorative d’Annibale, Lodovico et Agostino à l’intérieur du Palais Fava. Sur l'image, La Table des Troyens souillée par les Harpies |
|       | Vierge en majesté sur la ville de Bologne                                                                                               | vers 1593 | Huile sur toile                      | 147 × 105 cm     | Oxford, Christ Church                                               | |
|       | Histoires d'Hercule | 1593-1594 | fresque                              |                  | Bologne, Palais Sampieri                                            | En collaboration avec Loudovico et Agostino Carracci. Sur l'image, Hercule guidé par la vertu d’Annibale. Annibale lui-même a exécuté une deuxième fresque dans le Palais Sampieri sur le manteau d’une cheminée représentant Hercule punit Cacus |
|       | Le Christ et la Samaritaine | 1593-1594 | Huile sur toile                      | 170 × 225 cm     | Milan, Pinacothèque de Brera                                        | |
|       | Résurrection du Christ | 1593      | Huile sur toile                      | 217 × 160 cm     | Paris, musée du Louvre                                              | |
|       | Sainte Famille ou La Vierge aux cerises                                                                                                 | vers 1593 | Huile sur toile                      | 120 × 98 cm      | Paris, musée du Louvre                                              | |
|       | Adoration des bergers | 1593      | Huile sur toile                      | 85 × 63 cm       | Rome, Galerie nationale d'Art ancien                                | |
|       | Vierge en majesté avec l'Enfant et les saints Jean Le Baptiste, Jean l'évangéliste et Catherine d'Alexandrie                            | 1593      | Huile sur toile                      | 289,5 × 192,5 cm | Bologne, Pinacothèque nationale                                     | La peinture est également connue sous le nom de Madonna di San Giorgio ou Vierge de Saint Georges, du nom de l’église San Giorgio in Poggiale, à Bologne, où elle était exposée |
|       | Allégorie fluviale | 1593-1594 | Huile sur toile                      | 80,5 × 90,5 cm   | Naples, musée de Capodimonte                                        | |
|       | Portrait de luthier | 1593-1594 | Huile sur toile                      | 77 × 64 cm       | Dresde, Gemäldegalerie Alte Meister                                 | Portrait présumé de Giulio Mascheroni ou deuxième version de Giovanni Gabrieli |
|       | Annonciation | 1593-1596 | Huile sur toile                      | 48 × 35 cm       | Paris, musée du Louvre                                              | Dans le passé attribué à la fois à Agostino et à Lodovico Carracci |
|       | Christ crucifié | 1594      | Huile sur toile                      | 33,8 × 23,4 cm   | Berlin, musées d'État                                               | |
|       | Vénus, adonis et Cupidon | vers 1595 | Huile sur toile                      | 212 × 268 cm     | Madrid, musée du Prado                                              | Une copie existe au Musée d'Histoire de l'art de Vienne |
|       | Tête virile | vers 1595 | Huile sur toile                      | 46,37 × 95 cm    | Florence, galerie Palatine                                          | |
|       | Enterrement du Christ | vers 1595 | Huile sur toile                      | 43,8 × 34,9 cm   | New York City Metropolitan Museum of Art                            | |
|       | Aumône de saint Roch | 1595      | Huile sur toile                      | 331 × 477 cm     | Dresde, Gemäldegalerie Alte Meister                                 | |

## Rome, 1595-1609
| Image | Titre                                                                       | Date                   | Technique                  | Dimensions                   | Lieu de Conservation                                             | Remarques |
| ----- | --------------------------------------------------------------------------- | ---------------------- | -------------------------- | ---------------------------- | ---------------------------------------------------------------- | --- |
|       | Jésus et la Cananéenne                                                      | 1595                   | Huile sur toile            | 255 × 196 cm                 | Parme, Pinacothèque Stuard                                       | Probablement la première œuvre exécutée à Rome par Annibale Carracci |
|       | Le Choix d'Hercule                                                          | vers 1596              | Huile sur toile            | 167 × 237 cm                 | Naples, musée de Capodimonte                                     | |
|       | Saint François adorant le Crucifix                                          | vers 1596              | Huile sur cuivre           | 48 × 36 cm                   | Bologne, Pinacothèque nationale                                  | |
|       | Fresques de la galerie Farnèse                                              | 1595-1597              | Fresque                    |                              | Rome, Palais Farnèse                                             | Sur l'image Hercule tient le globe terrestre |
|       | Vierge à l'Enfant avec saint Jean                                           | 1596-1597              | Huile sur cuivre           | 26,3 × 20,3 cm               | Florence, musée des Offices                                      | |
|       | Prière dans le jardin                                                       | 1596-1597              | Huile sur panneau          | 39,4 × 29 cm                 | Château de Hampton Court, Royal Collection                       | |
|       | Le Christ et la Samaritaine                                                 | 1596-1597              | Huile sur panneau          | 63,5 × 76,5 cm               | Budapest, musée des Beaux-Arts                                   | |
|       | Couronnement de saint Étienne                                               | vers 1597              | Huile sur cuivre           | 14,3 × 10,8 cm               | Collection privée                                                | |
|       | Saint Jérôme                                                                | 1596-1599              | Huile sur toile            | 44 × 32 cm                   | Naples, musée de Capodimonte                                     | |
|       | Allégorie de la Nuit                                                        | 1596-1600              | Huile sur toile            | 128 × 155 cm                 | Chantilly, musée Condé                                           | Probable intervention de l'atelier |
|       | L'Aurore                                                                    | 1596-1600              | Huile sur toile            | 119 × 159 cm                 | Chantilly, musée Condé                                           | Probable intervention de l'atelier |
|       | Christ en gloire avec les saints et Édouard Farnese                         | 1597-1600              | Huile sur toile            | 194,2 × 142,4 cm             | Florence, Galerie Palatine                                       | |
|       | La Vision de saint François                                                 | 1597                   | Huile sur cuivre           | 46,8 × 37,2 cm               | Ottawa, musée des beaux-arts du Canada                           | |
|       | Marsyas et Olympe                                                           | 1597                   | Huile et tempera sur toile | 34,4 × 82,2 cm               | Londres, National Gallery                                        | Panneau décoré d’un instrument de musique |
|       | Vierge à l'Enfant avec des saints                                           | 1597-1598              | Huile sur cuivre           | 43,4 × 33,7 cm               | Andalusia (Alabama), Nelson Shanks Collection                    | |
|       | Plafond de la Galerie Farnèse : Les Amours des dieux                        | 1597-1601              | Fresque                    |                              | Palais Farnèse                                                   | Cycle de fresques réalisé avec l’intervention d’Agostino Carracci et d'aides. Sur l'image, Le Triomphe de Bacchus et Ariane |
|       | Adoration des bergers                                                       | 1597-1598              | Huile sur toile            | 103 × 85 cm                  | Orléans, musée des Beaux-Arts                                    | |
|       | Mort de saint François                                                      | 1597-1598              |                            |                              | Localisation inconnue]                                           | Œuvre jamais identifiée, documentée par une gravure de Gérard Audran (image) |
|       | L'Archange Gabriel entre des anges musiciens et des chérubins               | 1597-1599              | Huile sur toile            | 249 × 212 cm                 | Chantilly, musée Condé                                           | |
|       | Marie Madeleine dans un paysage                                             | 1598                   | Huile sur toile            | 54,5 × 88,5 cm               | Cambridge, Fitzwilliam Museum                                    | L’attribution est douteuse, récemment attribuée à Francesco Albani |
|       | Vierge avec des saints                                                      | 1598-1599              | Huile sur toile            | 51,2 × 68,4 cm               | Hampton Court, Royal Collection                                  | |
|       | Notre Dame du silence                                                       | 1598                   | Huile sur toile            | 364 × 211 cm                 | Spolète, cathédrale                                              | En collaboration avec Innocenzo Tacconi. Giovanni Pietro Bellori renomme l’œuvre Santa Maria manna d’oro', se référant à la manne que l’enfant Jésus recueille du manteau de la Vierge et fait tomber |
|       | La Naissance de la Vierge                                                   | 1598-1599              | Huile sur toile            | 279 × 159 cm                 | Paris, musée du Louvre                                           | Copie en mosaïque de la fin du XVIIIe siècle dans la basilique de Lorette où le tableau était placé avant d'être réquisitionné par les troupes napoléoniennes |
|       | Christ couronné d'épines                                                    | 1598-1600              | Huile sur toile            | 60 × 69,5 cm                 | Bologne, Pinacothèque nationale                                  | |
|       | La Tentation de saint Antoine abbé                                          | 1598-1600              | Huile sur cuivre           | 49,5 × 34,4 cm               | Londres, National Gallery                                        | |
|       | Jeune Homme                                                                 | 1598-1600              | Huile sur toile            | 67 × 55 cm                   | Rome, Palais Spada                                               | Attribuée à Annibale par Federico Zeri mais refusée par Donald Posner qui la considérait comme l’œuvre du cercle des Carracci |
|       | Pietà                                                                       | 1598-1600              | Huile sur toile            | 156 × 149 cm                 | Naples, musée de Capidimonte                                     | De nombreuses copies sont connues. Parmi celles-ci, celle de la Galerie Doria Pamphilj est considérée par certains comme une réplique de main d’Annibale Carracci, qui se distingue par sa qualité |
|       | Sainte Famille                                                              | 1598-1600              | Huile sur toile            | 69 × 58 cm                   | Rome, Galerie Borghèse                                           | |
|       | Sainte Marguerite                                                           | 1599                   | Huile sur toile            | 239 × 134 cm                 | Rome, Église Santa Caterina dei Funari                           | Première œuvre d'Annibale exposée à Rome |
|       | Hercule enfant étranglant des serpents                                      | 1599-1600              | Huile sur toile            | 15 × 16 cm                   | Paris, musée du Louvre                                           | |
|       | Paysage avec le sacrifice d'Isaac                                           | 1599-1600              | Huile sur cuivre           | 45 × 34 cm                   | Paris, musée du Louvre                                           | |
|       | Marsyas et Olympe                                                           | vers 1600              | Huile sur toile            | 60 × 73 cm                   | Rome, Galerie Doria-Pamphilj                                     | |
|       | Femmes pieuses au tombeau                                                   | vers 1600              | Huile sur toile            | 121 × 146 cm                 | Saint-Pétersbourg, musée de l'Ermitage                           | |
|       | Amours portant des fleurs                                                   | vers 1600              | Huile sur toile            | 72 × 72 cm                   | Chantilly, musée Condé                                           | Sur quatre panneaux de dimensions égales. Intervention probable de l'atelier |
|       | Couronnement de la Vierge                                                   | vers 1600              | Huile sur toile            | 117,8 × 141 cm               | New York, Metropolitan Museum of Art                             | |
|       | Adoration des bergers                                                       | vers 1600              | Huile sur cuivre           | 42 × 30 cm                   | Paris, musée du Louvre                                           | Sur la partie inférieure de l’œuvre apparaît Hanibal Carache, expression à la française qui est évidemment un ajout posthume. Indépendamment de cela, certains auteurs attribuent ce cuivre à Francesco Albani |
|       | Madone Montalto                                                             | vers 1600              | Huile sur toile            | 35 × 27,5 cm                 | Londres, National Gallery                                        | |
|       | Saint Jean-Baptiste                                                         | vers 1600              | Huile sur cuivre           | 54,3 × 43,5 cm               | New York, Metropolitan Museum of Art                             | |
|       | Couronnement de la Vierge                                                   | 1600-1601              | Fresque                    |                              | Rome, basilique Santa Maria del Popolo                           | |
|       | Assomption de la Vierge                                                     | 1600-1601              | Huile sur panneau          | 254 × 155 cm                 | Rome, basilique Santa Maria del Popolo                           | |
|       | Groupe d'anges                                                              | 1600-1602              | Huile sur toile            | ?                            | Naples, musée de Capodimonte                                     | Avec l'intervention d'aides |
|       | Danaé                                                                       | 1600-1605              | Huile sur toile            | 170 × 344 cm                 | Londres, Bridgewater House (autrefois)                           | Œuvre détruite en mai 1941 par un bombardement aérien allemand |
|       | Renaud et Armide                                                            | vers 1601              | Huile sur toile            | 154 × 233 cm                 | Naples, musée de Capodimonte                                     | |
|       | Saint Jean Baptiste indique le Seigneur                                     | 1601-1602 ou 1608-1609 | Huile sur toile            |                              | Dispersé ou dans une collection privée                           | L’œuvre est mentionnée par Giovanni Pietro Bellori dans ses Vite en 1672 et la composition était connue à la fois grâce à une gravure de Pietro del Po et sur la base d’une modeste copie conservée au Ringling Museum de Sarasota. En 1998, Denis Mahon a trouvé une autre version de la peinture (celle sur la photo) qu’il a désignée comme l’original jusque-là non identifié (daté entre 1608 et 1609). Tous les chercheurs n’ont pas accepté cette attribution et considèrent que la copie découverte par Mahon est une autre copie ancienne, bien que de haute qualité. |
|       | Saint Grégoire en prières                                                   | 1601-1602              | Huile sur panneau          | 265 × 152 cm                 | Londres, Bridgewater House (autrefois)                           | Œuvre détruite en mai 1941 par un bombardement aérien allemand |
|       | Vénus endormie avec des amours                                              | 1602                   | Huile sur toile            | 190 × 238 cm                 | Chantilly, musée Condé                                           | |
|       | Domine, quo vadis?                                                          | 1602                   | Huile sur panneau          | 77,4 × 56,3 cm               | Londres, National Gallery                                        | |
|       | Portrait de monseigneur Giovanni Battista Agucchi                           | 1602-1604              | Huile sur toile            | 60,3 × 46,3 cm               | Londres, National Gallery                                        | Attribuée précédemment au Dominiquin. En 1994, l'œuvre a été proposée comme d'Annibale. L’hypothèse a obtenu un large consensus, mais n’a pas été acceptée à l’unanimité |
|       | Paysage avec la fuite en Egypte                                             | 1602-1604              | Huile sur toile            | 122 × 230 cm                 | Rome, Galerie Doria-Pamphilj                                     | |
|       | Pietà avec saint François et sainte Marie Madeleine                         | 1602-1607              | Huile sur toile            | 277 × 186 cm                 | Paris, musée du Louvre                                           | |
|       | Pietà avec deux anges                                                       | vers 1603              | Huile sur cuivre           | 41 × 60,8 cm                 | Vienne, Kunsthistorisches Museum                                 | |
|       | Le Christ et la Samaritaine                                                 | vers 1603              | Huile sur toile            | 60,5 × 146 cm                | Vienne, Kunsthistorisches Museum                                 | |
|       | La Lapidation de saint Étienne                                              | 1603-1604              | Huile sur cuivre           | 42 × 54 cm                   | Paris, musée du Louvre                                           | |
|       | Le Martyre de saint Étienne                                                 | 1603-1604              | Huile sur cuivre           | 51 × 68 cm                   | Paris, musée du Louvre                                           | |
|       | Histoire de Persée                                                          | 1603-1604              | Fresque                    |                              | Rome, palais Farnèse                                             | Seconde campagne décorative à l’intérieur du palais avec des aides dont Le Dominiquin. Dans l'image Persée et Phénix |
|       | Vierge à la licorne, Vertu, Histoires mythologiques et Exploits des Farnese | 1604-1607              | Fresque                    |                              | Rome, palais Farnèse                                             | Dernière étape de la décoration de la Galerie Farnèse. Annibale aurait réalisé le carton de la Vierge à la licorne (image), tandis que la fresque a été réalisée par le Dominiquin. La décoration restante des longs murs est supposée avoir été conçue par Annibale mais réalisée avec ses aides |
|       | Paysage avec la sépulture du Christ                                         | vers 1604              | Huile sur toile            | 129 × 189 cm                 | Rome, Galerie Doria-Pamphilj                                     | Possible intervention de l'atelier |
|       | Repos pendant la fuite en Égypte                                            | vers 1604              | Huile sur toile            | 82,5 × 82,5 cm               | Saint-Pétersbourg, musée de l'Ermitage                           | |
|       | Autoportrait sur un chevalet                                                | vers 1604              | Huile sur panneau          | 40 × 30 cm                   | Saint-Pétersbourg, musée de l'Ermitage                           | Il existe une copie à la Galerie des Offices |
|       | Triptyque de la Déposition                                                  | 1604-1605              | Huile sur cuivre et ébène  | 37 × 24 cm (panneau central) | Rome, galerie nationale d'Art ancien                             | Avec l’aide d’Innocenzo Tacconi |
|       | Vierge à l’Enfant entre les saints Nilo et Barthélemy                       | 1604-1605              | Huile sur toile            | 254 × 155 cm                 | Grottaferrata, abbaye territoriale Sainte-Marie de Grottaferrata | Possible intervention de l'atelier |
|       | Fresques de la chapelle Herrera                                             | 1604-1605              | fresque détachée           |                              | Barcelone, musée national d'Art de Catalogne                     | Conçu par Annibale et exécuté par ses élèves. Une autre partie de la décoration pariétale enlevée se trouve au musée du Prado |
|       | Translation de la sainte Maison                                             | 1604-1606              | Huile sur toile            | 250 × 150 cm                 | Rome, église Sant'Onofrio al Gianicolo                           | Intervention de l'atelier |
|       | Pietà avec les trois Marie                                                  | 1604-1606              | Huile sur toile            | 92 × 103,2 cm                | Londres, National Gallery                                        | |
|       | San Diego di Alcalà présente le fils de Juan de Herrera à Jésus             | vers 1606              | Huile sur panneau          | 258 × 163 cm                 | Rome, église Santa Maria in Monserrato degli Spagnoli            | Possible intervention de l'atelier |